# 牛島站
牛島站（日语：／ Ushinoshima eki */?）是一位於日本德島縣吉野川市，隸屬於四國旅客鐵道（JR四國）的鐵路車站，車站編號為B07。本站只停靠普通列車。

## 車站結構

### 站房

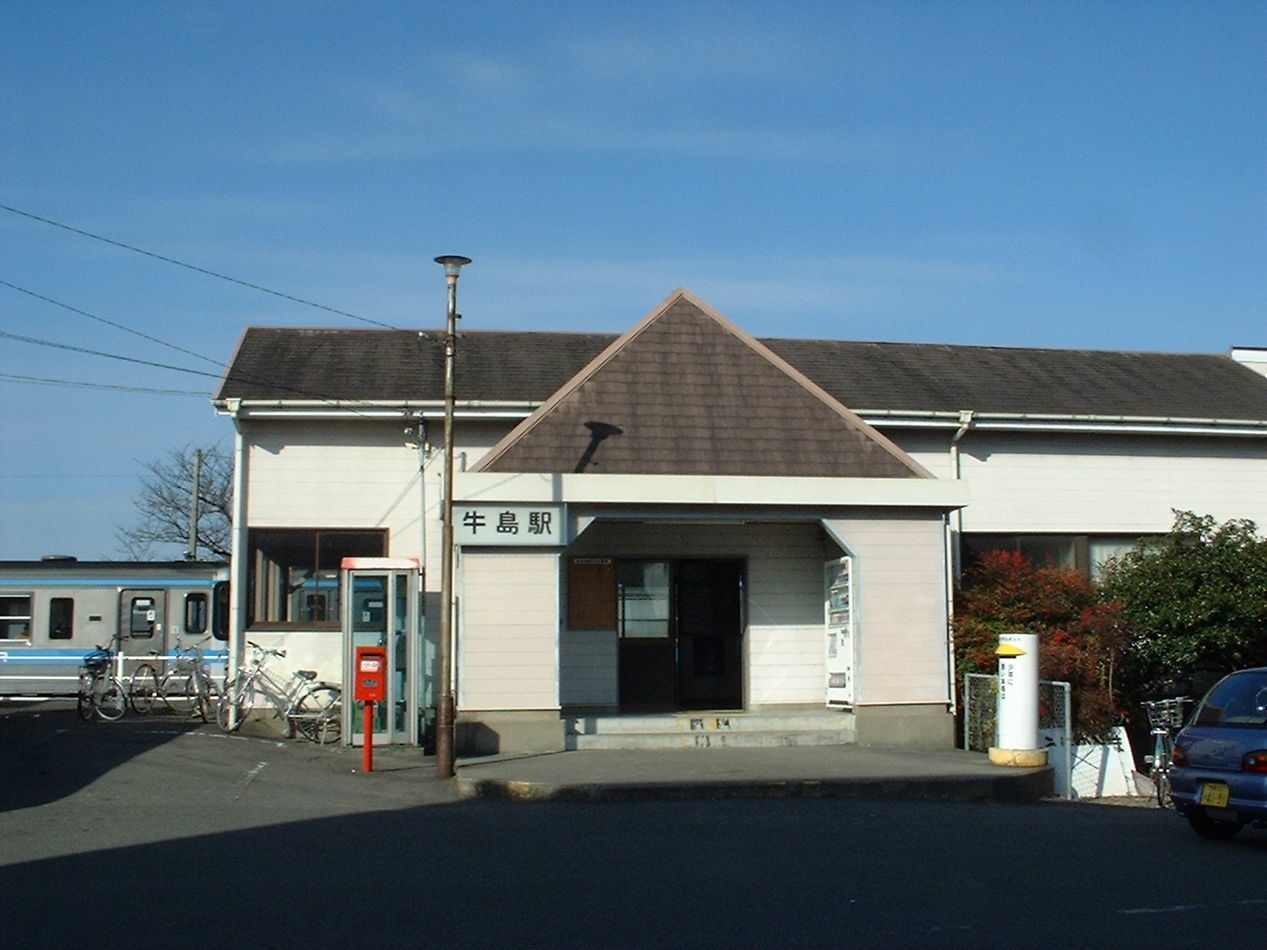
已拆卸的舊牛島站站房。（2004年）

現時使用中的站房為第2代，以鋼板、鋼筋所建成的新型簡易型無人化站房，於2016年投入使用。出入口及改札口均採用無門及相對的設計，使乘客可以直接穿過站房出入。面積上比原有的舊站房縮細了很多，但四周均配上玻璃窗幕，一方面增加白天時的採光度，亦可增加站房的透明度，讓四周都可以看到站房內的狀況。雖然面積縮小了，但新站房仍然擁有候車室、簡易式自動售票機及回收箱。
至於第一代站房，則為木製單層站房1座，由開站起便開始使用，屬於小規模站房。左側為候車大堂，右側為原來的售票窗口及站務室，原來為有人站，2010年9月1日因應JR四國精簡人手編制，將本站降格為無人站，但同時增加了自動售票機。由於為節省舊站房的保養成本，JR四國遂決定以新站房代替原有站房。

### 月台

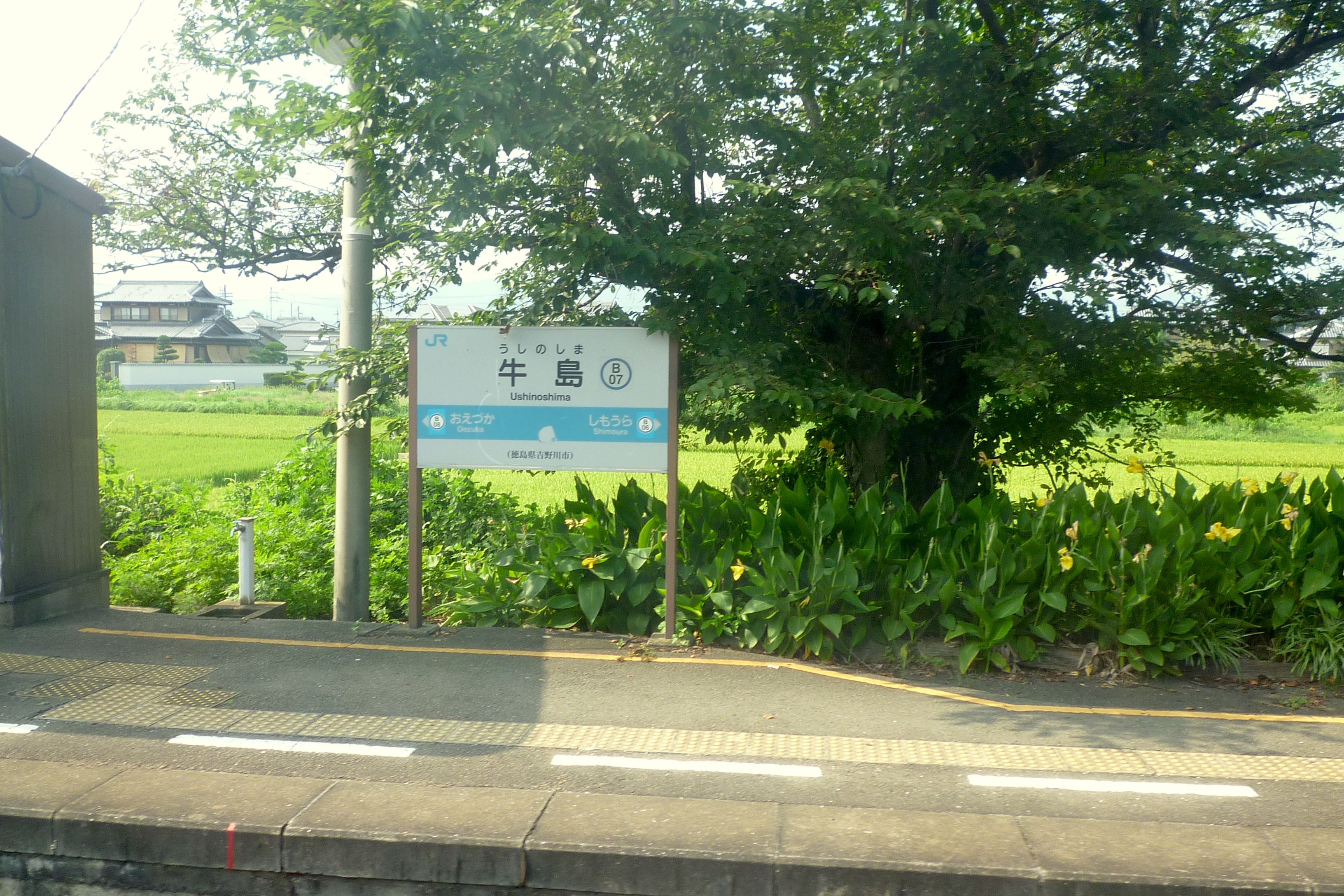
附有車站編號的牛島站站牌。

設有側式月台2座，提供2面2線的配置。1號月台為避線，2號月台為主線道，也是特急列車通過路段。基本上除非是交換或避車，大部份普通列車都會駛入1號月台上落客，由於本站普通列車交換次數甚多，上行往德島站使用2號月台的機會亦較多，另外，3班特急列車會在此站作運轉避車。
月台的有效長度為6輛，其中1號月台向麻植塚站方向有約半輛長度是後期新加設以符合6輛編成長度。月台之間以行人天橋接駁，設於向下浦站方向；另外2號月台上另設有半輛車廂長度的有蓋候車亭及座椅。

### 月台配置
| 月台 | 路線    | 方向 | 目的地                            | 備註!               |
| ---- | ------- | ---- | --------------------------------- | ------------------- |
| 1    | ■德島線 | 下行 | 阿波川島、穴吹、阿波池田方向      | 絕大部份班次        |
| 1    | ■德島線 | 上行 | 德島、直通■牟岐線至阿南方向       | 部份班次            |
| 2    | ■德島線 | 下行 | 穴吹、阿波池田方向                | 每天下午及晚上共2班 |
| 2    | ■德島線 | 上行 | 德島、直通■牟岐線至桑野、海部方向 | 部份班次            |

## 歷史
- 1899年2月16日：德島鐵道開業，最初日語站名稱為。
- 1907年9月1日：德島鐵道國有化，車站的營運由日本國鐵繼承。
- 1987年4月1日：日本國鐵分割民營化，車站的營運由JR四國繼承。
- 2010年9月1日：無人化。
- 2016年3月1日：第2代站房正式使用，第1代站房亦隨之被拆卸。

## 利用狀況
| 乗車人員推移 | 乗車人員推移 |
| 年度         | 1日平均人數  |
| ------------ | ------------ |
| 1995         | 344          |
| 1996         | 337          |
| 1997         | 335          |
| 1998         | 331          |
| 1999         | 301          |
| 2000         | 279          |
| 2001         | 272          |
| 2002         | 256          |
| 2003         | 243          |
| 2004         | 248          |
| 2005         | 256          |
| 2006         | 285          |
| 2007         | 286          |
| 2008         | 306          |
| 2009         | 297          |
| 2010         | 297          |

## 相鄰車站
四國旅客鐵道（JR四國）
■德島線
下浦（B06）－牛島（B07）－麻植塚（B08）